# خالد مزنر
خالد مزنر (من مواليد 27 سبتمبر 1974) هو ملحن موسيقي ومنتج موسيقى لبناني، قام بتأليف عشرات موسيقية لعدة أفلام منها بعد الحلاقة، وسكر بنات وفيلم وهلأ لوين؟ (فيلم) في 2008 سجل ألبومLes Champs Arides  وهو أول ألبوم منفرد له كمغني وكاتب أغاني، تتجذر أعماله في مختلف أنواع الموسيقى، بما في ذلك الألحان الكلاسيكية والجاز والمتوسطية والشرقية، وتتأثر مؤلفاته بالتشورو البرازيلية والتانغو الأرجنتينية.

## مهنته
في عام 2000 أنشأ بالتعاون مع زيد حمدان أول فيلم له بعنوان «تسجيلات موز» الذي أنتج من خلاله غالبية المشاهد الموسيقية في بيروت، من بينها مجموعات مثل Soap Kills وKitaa Beirut وThe New Government وRGB.
وكانت إحدى تجاربه المهنية الأولى في السينما في عام 2005 في الفيلم القصير «بعد الحلاقة» من إخراج هاني تامبا، حيث فاز الفيلم في فرنسابجائزة سيزار لأفضل فيلم قصير في عام 2006.
في عام 2007 وأثناء توقيعه مع شركة التسجيلات المستقلة الفرنسية تسجيلات نايفيه ‏  لألبوم منفرد، قام مزنر بتأليف موسيقى فيلم سكر بنات وهو فيلم روائي من إخراج نادين لبكي، وفي عام 2008 حصل على جائزة UCMF لأفضل موسيقى للموسيقى التصويرية لفيلم سكر بنات في مهرجان كان السينمائي.
في عام 2009 قام بتأليف «موسيقى حفل افتتاح» مهرجان الألعاب الفرانكوفونية 2009 الذي شاهده 60 مليون متفرج في جميع أنحاء العالم، وقام مصمم الرقص الفرنسيدانييل شاربنتييه ‏ بإخراج الحفل.

## قائمة الأفلام
- 2005: Beyrouth Après Rasage – After Shave (OST) (سيزار لأفضل فيلم قصير 2006)
- 2007: Caramel[7] (OST) (جائزة أفضل موسيقى – جائزة اتحاد مؤلفي موسيقى الأفلام في مهرجان كان)[6][إخفاق التحقق]
- 2008: Les Champs Arides[4] (كاتب أغاني)
- 2009: Une Chanson Dans la Tête[8] (OST)
- 2011: وهلا لوين؟[9] (OST) (جائزة أفضل موسيقى 2011 - مهرجان ستوكهولم الدولي للسينما)

## روابط خارجية
- خالد مزنر على موقع IMDb (الإنجليزية)
- خالد مزنر على موقع ألو سيني (الفرنسية)
- خالد مزنر على موقع ألو سيني (الفرنسية)
- خالد مزنر على موقع أول موفي (الإنجليزية)
- خالد مزنر على موقع قاعدة بيانات الأفلام السويدية (السويدية)
- خالد مزنر على موقع ديسكوغز (الإنجليزية)
- خالد مزنر على موقع قاعدة بيانات الفيلم (الإنجليزية)
- خالد مزنر على موقع كينوبويسك (الروسية)

- سجلات ساذجة: موزنار
- صفحة الفيسبوك الرسمية
- صفحة تويتر الرسمية
- خالد مزنر في قاعدة بيانات الأفلام على الإنترنت